# Macerata-Tolentino-Recanati-Cingoli-Treiai egyházmegye
A Macerata-Tolentino-Recanati-Cingoli-Treiai egyházmegye (latinul: Dioecesis Maceratensis-Tolentino-Recinetensis-Cingulana-Treiensis, olaszul: Diocesi di Macerata-Tolentino-Recanati-Cingoli-Treia) a római katolikus egyház egyik egyházmegyéje Olaszországban. A püspöki székvárosa Macerata. Az egyházmegye a Fermói főegyházmegye szuffragán egyházmegyéje.

## Története
1320. november 18-án XXII. János pápa megalapította a Maceratai egyházmegyét. épült. 1586. december 10-én csatolták a hozzá a Tolentinói egyházmegyét.
1985. január 25-én a Cingoli, Recanati és a Treiai egyházmegyét a Püspöki Kongregáció a Quo aptius dekrétummal a Macerata-Tolentinói egyházmegyéhez csatolta. Ennek eredményeként a Macerata-Tolentino-Recanati-Cingoli-Treiai egyházmegye azóta egyházi világrekordot tart abban a tekintetben, hogy öt püspökség (köztük négy korábbi) szerepel a nevében.

## Fordítás
Ez a szócikk részben vagy egészben  a   Bistum Macerata-Tolentino-Recanati-Cingoli-Treia című német Wikipédia-szócikk ezen változatának fordításán alapul.  Az eredeti cikk szerkesztőit annak laptörténete sorolja fel. Ez a jelzés csupán a megfogalmazás eredetét és a szerzői jogokat jelzi, nem szolgál a cikkben szereplő információk forrásmegjelöléseként.

## Szomszédos egyházmegyék
- Camerino-San Severino Marche-i főegyházmegye (délnyugat)
- Jesi egyházmegye (északnyugat)
- Ancona-Osimói főegyházmegye (észak)
- Fermói főegyházmegye (délkelet)
- Loretói területi prelatúra